# Raj Rewal
Raj Rewal est un architecte indien né en 1934 à Hoshiarpur, dans l'État du Punjab. Il est considéré comme l'un des architectes les plus importants de l'Asie du Sud-Est. 

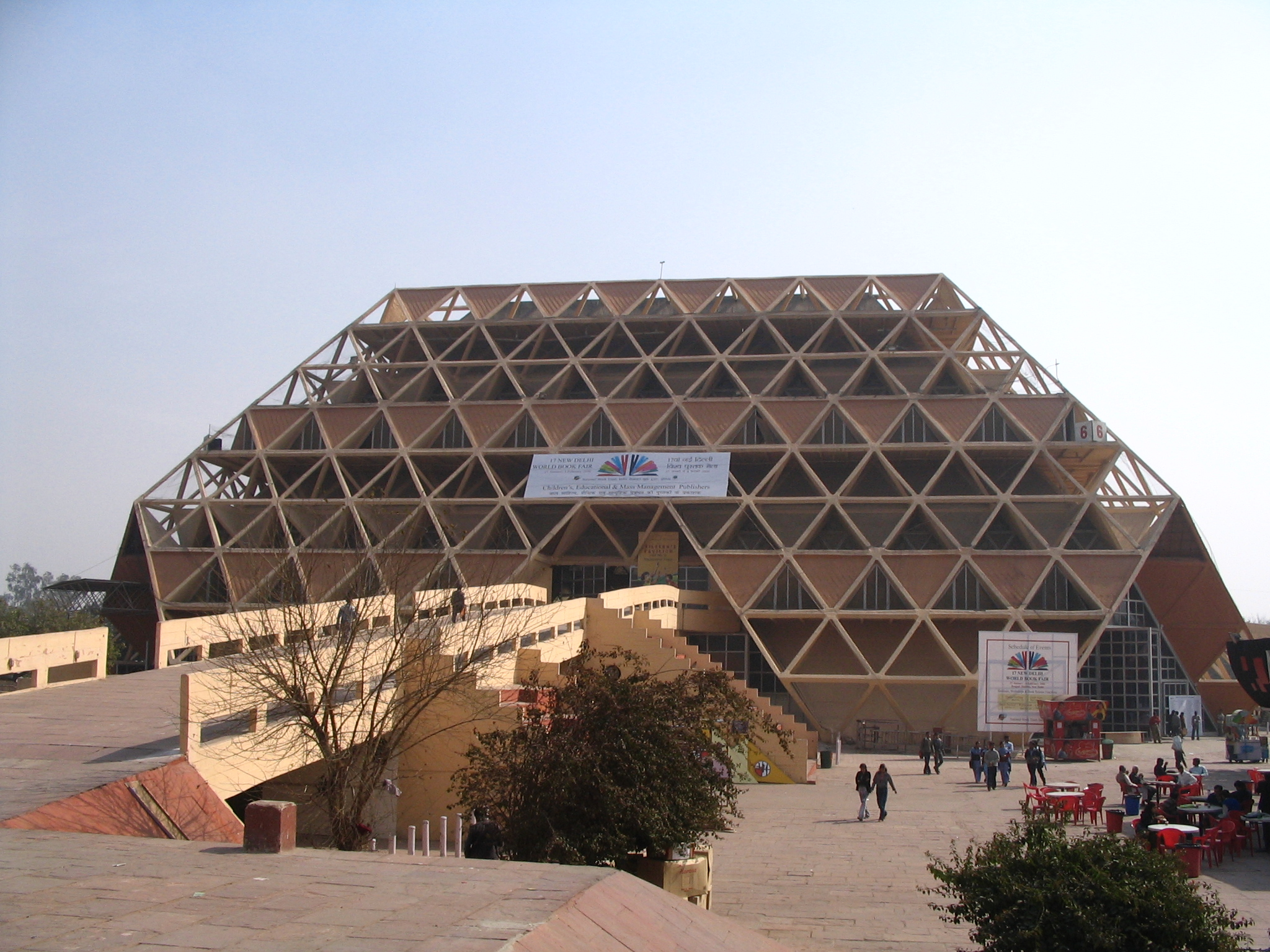
Hall des nations, construit par Raj Rewal au sein du centre d'exposition Pragati Maidan, dont il a supervisé la conception.

## Biographie
Raj Rawal effectue ses études à Dehli et à Londres, et commence sa carrière à Paris chez Michel Ecochard avant de retourner en Inde dans les années 1960.
Il a enseigné au sein de l’École d’architecture et d’urbanisme de New Delhi, ainsi qu'au MIT à Boston.
Il est l'auteur de très nombreux monuments : à New Delhi, il conçoit le Nehru Memorial Pavilion, le SCOPE Office Complex, le Village des Jeux asiatiques de 1982, l’Institut National d’Immunologie, la bibliothèque du Parlement Indien  et à Rohtak le Visual Arts Institutional Campus,. Au Portugal, il conçoit le centre ismaélien de Lisbonne, et en Chine, à Pékin, l’Ambassade d’Inde en Chine,.
Son style mêle des éléments d'architecture traditionnelles et contemporaine,, dans une approche holistique, afin de répondre aux problèmes de l'urbanisation galopante, du changement climatique, et d'intégrer les aspects technologiques et culturels.

## Exposition
- 2013-2014 : Centre Georges Pompidou, Paris[7], « Modernités plurielles, 1905-1970 », qui expose la donation par l'architecte de maquettes conçues pour New Dehli de 1970 à 1989[8].

## Distinctions
- Médaille d’Or de l’Indian Institute of Architects[2]
- Robert Matthew Award de l’Association des Architectes du Commonwealth[2]
- Chevalier des Arts et des Lettres du gouvernement français[2].